# Hans Sarre
Hans Joachim Sarre (* 25. März 1906 in Neubabelsberg; † 31. Mai 1996 in Freiburg im Breisgau) war ein deutscher Internist und Nephrologe. An der Universität Freiburg war er Lehrstuhlinhaber für Innere Medizin.

## Leben und Wirken
Hans J. Sarre war der Sohn des Kunsthistorikers und Museumsdirektors Friedrich Sarre und dessen Ehefrau Maria Sarre, geborene Humann, der Tochter des Archäologen und Pergamon-Entdeckers Carl Humann. Er wuchs in der Villa der Familie in Neubabelsberg bei Berlin auf und besuchte ab 1914 das Realgymnasium in Nowawes, von 1918 bis 1924 das Viktoria-Gymnasium in Potsdam. Hans Sarre studierte in Berlin, Heidelberg und Freiburg im Breisgau Medizin, und wurde 1931 in Freiburg zum Dr. med. promoviert. Seine weitere Ausbildung absolvierte er unter anderem bei den Physiologen Hermann Rein in Göttingen und Klotilde Gollwitzer-Meier am Balneologischen Institut in Bad Oeynhausen. Ab 1934 arbeitete Sarre an der Universitätsklinik in Frankfurt am Main unter Franz Volhard, 1939 erfolgte dort die Habilitation. Im selben Jahr begann er dort als Privatdozent auch seine Lehrtätigkeit.
Im Jahr 1948 folgte er einem Ruf an die Universität Freiburg, wo er die Medizinische Universitätspoliklinik als ordentlicher Professor für Innere Medizin und Direktor der Poliklinik zu einem führenden Zentrum für Nephrologie umbaute. Sein Buch Nierenkrankheiten (1958) war lange Jahre deutschsprachiges nephrologisches Standardwerk. 1960 war er Mitbegründer und erster Präsident der Deutschen Gesellschaft für Nephrologie. Er war zudem Präsident der Deutschen Gesellschaft für Kreislaufforschungen. 1975 wurde er emeritiert.
Hans Sarre war mit der Ärztin Irmgard Sarre, geborene Jacobi, verheiratet und hatte vier Kinder.

## Ehrungen
- 1968: Ehrenmitglied der Deutschen Gesellschaft für Urologie
- 1974: Ehrenmitglied der Deutschen Gesellschaft für Nephrologie
- 1975: Hippokrates-Medaille der Deutschen Gesellschaft für Allgemeinmedizin
- 1976: Franz-Volhard-Medaille der Deutschen Gesellschaft für Nephrologie
- 1978: Ehrenmitglied der Deutschen Gesellschaft für Innere Medizin[1]
- 1981: Ehrendoktor (Dr. med. h. c.) der Universität Frankfurt am Main
- 1988: Verdienstkreuz 1. Klasse der Bundesrepublik Deutschland

## Veröffentlichungen (Auswahl)
- Untersuchungen über die Schwankungen des Eigenpotentiales der Magenschleimhaut am Warmblüter. In: Zeitschrift für Biologie. Band 91, 1930 (1932), S. 37–52 (Dissertation).
- Nierenkrankheiten. Thieme, Stuttgart 1958; 4. Auflage ebenda, ISBN 3-13-392804-X, 5. Auflage 1986.
- Phenacetinabusus und Nierenschädigungen. 1959.
- Diät bei Erkrankungen der Niere und Harnwege und bei Nierensteinen. Neubearbeitete und erweiterte Auflage. Thienemann, Stuttgart 1960; 10. Auflage 1978; 28. Auflage, mit Reinhold Kluthe, Falken, Niedernhausen/Ts. 1987, ISBN 3-8068-3203-X.
- Akutes Nierenversagen. 1962.
- als Mitherausgeber: Nieren- und Hochdruckkankheiten.
- als Mitherausgeber: Clinical Nephrology.
- als Mitherausgeber: Allergie und Asthma.
- Von Babelsberg bis Freiburg. Erinnerungen. 2 Bände. Freiburg 1985/1993.
- Hans Erhard Bock, Karl-Heinz Hildebrand, Hans Joachim Sarre (Hrsg.): Franz Volhard – Erinnerungen, Schattauer Verlag, Stuttgart 1982, ISBN 3-7845-0898-X.